# AsiaUHD
AsiaUHD(아시아유에이치디)는 주식회사 싱글티브이가 운영하는 대한민국의 아시아 4K 드라마 TV 채널이다. 2016년 개국하여, 4K 화질의 아시아 신작 드라마 및 다큐멘터리를 중심으로 콘텐츠를 제공하는 프리미엄 채널을 지향한다.

## 케이블 번호
| 플랫폼        | 채널 번호 |
| ------------- | --------- |
| KCTV 제주방송 | 102       |

## 관련 채널
- AsiaN
- AsiaM
- A+Drama